# أولاشة
أولاشة قرية سوريّة تتبع إداريّاً لمحافظة حلب منطقة الباب ناحية عريمة، بلغ تعداد سكانها 632 نسمة حسب التعداد السكاني لعام 2004.